# Copa Suruga Bank de 2009
A Copa Suruga Bank de 2009 foi a segunda edição desta competição de futebol anual. Foi disputada entre o Oita Trinita, campeão da Copa da Liga Japonesa de 2008, e o Internacional, campeão da Copa Sul-americana de 2008. O Colorado foi o primeiro clube brasileiro a disputar este torneio, e também o primeiro a vencê-lo. Andrezinho, do Internacional, foi eleito o melhor jogador em campo, com um gol e uma assistência.

## Participantes
| Confederação | Equipe        | Classificação                            | Participação |
| ------------ | ------------- | ---------------------------------------- | ------------ |
| AFC          | Oita Trinita  | Campeão da Copa da Liga Japonesa de 2008 | 1ª           |
| CONMEBOL     | Internacional | Campeão da Copa Sul-Americana de 2008    | 1ª           |

## Final
| 5 de agosto de 2009 | Oita Trinita | 1 – 2 | Internacional                   | Estádio Big Eye, Oita (Japão)                                                         |
| 19:00 (UTC+9)       | Higashi 59'  |       | Alecsandro 49' · Andrezinho 58' | Público: 16,505 Árbitro: Myung-Yong Choi Auxiliares: Min-Byoung Choi e Soon-Yong Yoon |

| Oita Trinita | Internacional |

| OITA TRINITA: |    |             |     |     |
|               |    |             |     |     |
| G             | 1  | Nishikawa   |     |     |
| Z             | 6  | Morishige   |     |     |
| Z             | 33 | Fujita      |     |     |
| Z             | 22 | Uemoto      | 39' | 62' |
| LD            | 21 | Higashi     |     | 91' |
| V             | 20 | Takahashi   |     |     |
| V             | 5  | Edmílson    |     |     |
| M             | 17 | Fernandinho |     | 46' |
| LE            | 27 | Kotegawa    |     | ?'  |
| A             | 8  | Kanazaki    |     |     |
| A             | 30 | Inoue       |     | 59' |
| Substituição: |    |             |     |     |
| A             | 19 | Maeda       |     | 46' |
| M             | 14 | Ienaga      |     | 59' |
| Z             | 2  | Tsubouchi   | 69' | 62' |
| M             | 34 | Umeda       |     | 91' |
| A             | 18 | Sumida      |     | ?'  |
| Treinador:    |    |             |     |     |
| Ranko Popović |    |             |     |     |

| INTERNACIONAL: |    |                  |     |     |
|                |    |                  |     |     |
| G              | 12 | Michel Alves     |     |     |
| LD             | 2  | Bolívar          |     |     |
| Z              | 3  | Índio            |     |     |
| Z              | 13 | Sorondo          |     |     |
| LE             | 6  | Kléber           | 69' | 69' |
| V              | 8  | Sandro           |     |     |
| V              | 5  | Guiñazú (C)      | 12' |     |
| M              | 17 | Andrezinho       |     | 94' |
| M              | 16 | Giuliano         |     | 76' |
| A              | 7  | Taison           |     | 52' |
| A              | 18 | Alecsandro       |     | 87' |
| Substituição:  |    |                  |     |     |
| A              | 9  | Bolaños          | 94' | 52' |
| LE             | 15 | Marcelo Cordeiro |     | 69' |
| LD             | 10 | Danilo Silva     |     | 76' |
| V              | 14 | Glaydson         |     | 87' |
| Z              | 11 | Danny Morais     |     | 94' |
| Treinador:     |    |                  |     |     |
| Tite           |    |                  |     |     |

| Copa Suruga Bank 2009             |
| --------------------------------- |
| Internacional Campeão (1º título) |